# Anatoli Masljonkin
Anatoli Masljonkin (Russisch: Игорь Численко) (Moskou, 29 juni 1930 - aldaar, 16 mei 1988) was een voetballer uit de Sovjet-Unie.

## Biografie
Masljonkin begon zijn carrière in 1954 bij Spartak Moskou en won er drie landstitels en twee bekers mee. In 1964 maakte hij de overstap naar Sjinnik Jaroslavl.
Hij speelde ook 33 wedstrijden voor het nationale elftal en nam deel aan het WK 1958 en WK 1962 alsook aan het allereerste EK in 1960 dat de Sovjets op hun naam wisten te schrijven. Met de olympische selectie won hij in 1956 goud op de Olympische Spelen. Hij scoorde één keer en dat was in zijn allereerste interland tegen wereldkampioen West-Duitsland.
Na zijn spelerscarrière werd hij sportpedagoog op sportscholen.